# Березниковский сельсовет (Курская область)
Березниковский сельсовет — муниципальное образование со статусом сельского поселения в Рыльском районе Курской области.
Административный центр — село Березники.

## История
Статус и границы сельсовета установлены Законом Курской области от 21 октября 2004 года № 48-ЗКО «О муниципальных образованиях Курской области».
Законом Курской области от 26 апреля 2010 года № 26-ЗКО Костровский, Капыстичанский и Березниковский сельсоветы объединены в Березниковский сельсовет.

## Население
| 2002 | 2010 | 2012 | 2013 | 2014 | 2015 | 2016 |
| ---- | ---- | ---- | ---- | ---- | ---- | ---- |
| 654  | ↗927 | ↘877 | ↘849 | ↘813 | ↘778 | ↘754 |
| 2017 | 2018 | 2019 | 2020 | 2021 |      |      |
| ↗756 | ↘746 | ↘720 | ↘705 | ↗835 |      |      |

## Состав сельского поселения
| №  | Населённый пункт | Тип населённого пункта       | Население |
| -- | ---------------- | ---------------------------- | --------- |
| 1  | Агарково         | деревня                      | ↘10       |
| 2  | Асмолово         | село                         | ↘57       |
| 3  | Березники        | село, административный центр | ↘121      |
| 4  | Боблов           | хутор                        | →0        |
| 5  | Висколь          | деревня                      | ↘11       |
| 6  | Высторонь        | деревня                      | ↘57       |
| 7  | Жилино           | деревня                      | ↘11       |
| 8  | Журятино         | деревня                      | ↘22       |
| 9  | Игнатьево        | деревня                      | ↘11       |
| 10 | Капыстичи        | село                         | ↘211      |
| 11 | Кленная          | деревня                      | ↘33       |
| 12 | Кольтичеево      | деревня                      | ↘32       |
| 13 | Конопляновка     | деревня                      | ↘4        |
| 14 | Кострова         | село                         | ↘148      |
| 15 | Могилевка        | деревня                      | ↘38       |
| 16 | Стропицы         | деревня                      | ↘143      |
| 17 | Тураево          | деревня                      | ↘6        |
| 18 | Шустовка         | деревня                      | ↘12       |

## Археология
- В центральной части села Капыстичи на высоком мысу правого берега реки Сейм находится городище Капыстичи роменской культуры (IX век)[15][16]